# Neukirchen am Großvenediger
Neukirchen am Großvenediger là một thị xã (Marktgemeinde) thuộc huyện Zell am See (Pinzgau), bang Salzburg với 2.523 người dân (1 tháng 1 năm 2017). Nó thuộc khu vực Oberpinzgau, khoảng16,5 Kilometer từ chỗ chính Mittersill, cũng như 44 Kilometer từ đô thị chính của huyện Zell am See và cũng thuộc các xã vườn quốc gia Hohe Tauern.